# Natalia Kaczmarek
Natalia Kaczmarek, da coniugata Bukowiecka (Drezdenko, 17 gennaio 1998), è una velocista polacca.
Specialista dei 400 metri piani, nel 2024 ha vinto la medaglia d'oro ai campionati europei di Roma. Ha conquistato anche molte medaglie come membro della staffetta 4×400 metri, inclusa una medaglia d'oro nella staffetta mista e una d'argento in quella femminile alle Giochi della XXXII Olimpiade.

## Carriera
Correndo nelle batterie come parte delle staffette 4 × 400 metri femminili, Natalia Kaczmarek ha vinto la medaglia d'argento ai Campionati del mondo di atletica leggera indoor 2018 e un oro ai Campionati europei di atletica leggera 2022.
Nella stessa staffetta, ha guadagnato la medaglia di bronzo ai campionati europei di atletica leggera indoor 2021. A maggio ha vinto due medaglie d'oro ai Campionati europei a squadre, i cui eventi di Super League si sono svolti a Chorzów, in Polonia. Oltre alla vittoria della staffetta 4x400 metri femminile ha vinto la gara individuale dei 400 metri.
Kaczmarek ha vinto due medaglie alle Olimpiadi di Tokyo nel 2021, un oro con la staffetta 4x400 mista polacca (insieme a Karol Zalewski, Justyna Święty-Ersetic e Kajetan Duszyński) e un argento come membro della staffetta 4×400m femminile con Iga Baumgart-Witan, Małgorzata Hołub-Kowalik e Justyna Święty-Ersetic. Kaczmarek uscì dalla gara individuale dei 400 m nella terza semifinale in un tempo di 50,79 secondi.
Nel maggio 2022, ha vinto la gara dei 400 metri al Golden Spike di Ostrava, battendo il suo precedente record personale con un tempo di 50,16 secondi, il secondo punteggio più veloce nella lista polacca di tutti i tempi.
Il 6 agosto 2022, ha migliorato il suo record personale a 49,86 secondi al Kamila Skolimowska Memorial di Chorzów, diventando solo la seconda donna polacca dopo Irena Szewińska a correre i 400 metri sotto i 50 secondi.
Il 15 febbraio 2023, Kaczmarek è diventata la prima donna polacca a infrangere la barriera dei 51 secondi nei 400 m indoor con un tempo di 50"90, finendo seconda dietro solo a Femke Bol al prestigioso Meeting Hauts-de-France Pas-de-Calais a Liévin, in Francia. Il 23 agosto 2023 vince la medaglia d'argento nei 400 metri ai campionati mondiali di atletica leggera.
Il 10 giugno 2024 vince la medaglia d'oro nei 400 metri ai campionati europei di Roma. Il 20 luglio a Londra sigla, con il crono di 48"90, il nuovo record nazionale polacco sui 400 metri piani. Il 9 agosto dello stesso anno vince la medaglia di bronzo nei 400 metri piani alle Olimpiadi di Parigi.

## Palmarès
| Anno | Manifestazione  | Sede       | Evento        | Risultato  | Prestazione | Note                                                                   |
| ---- | --------------- | ---------- | ------------- | ---------- | ----------- | ---------------------------------------------------------------------- |
| 2015 | Mondiali U18    | Cali       | 400 m piani   | Semifinale | 54"25       |                                                                        |
| 2015 | Mondiali U18    | Cali       | 4×400 m mista | 5ª         | 3'24"64     |                                                                        |
| 2016 | Mondiali U20    | Bydgoszcz  | 400 m piani   | Semifinale | 54"32       |                                                                        |
| 2016 | Mondiali U20    | Bydgoszcz  | 4×400 m       | 6ª         | 3'36"95     |                                                                        |
| 2017 | Europei U20     | Grosseto   | 4×400 m       | 7ª         | 54"27       |                                                                        |
| 2017 | Europei U20     | Grosseto   | 4×400 m       | 4ª         | 3'34"48     |                                                                        |
| 2018 | Mondiali indoor | Birmingham | 4×400 m       | Argento    | 3'26"09     |                                                                        |
| 2018 | Europei         | Berlino    | 4×400 m       | Oro        | 3'27"60     |                                                                        |
| 2019 | Europei U23     | Gävle      | 400 m piani   | Oro        | 52"34       |                                                                        |
| 2019 | Europei U23     | Gävle      | 4×400 m       | Oro        | 3'32"56     |                                                                        |
| 2021 | Europei indoor  | Toruń      | 4×400 m       | Bronzo     | 3'29"94     |                                                                        |
| 2021 | World Relays    | Chorzów    | 4×400 m       | Argento    | 3'28"81     |                                                                        |
| 2021 | Giochi olimpici | Tokyo      | 400 m piani   | Semifinale | 50"79       |                                                                        |
| 2021 | Giochi olimpici | Tokyo      | 4×400 m       | Argento    | 3'20"53     | Record nazionale                                                       |
| 2021 | Giochi olimpici | Tokyo      | 4×400 m mista | Oro        | 3'09"87     | Record olimpico · Record europeo                                       |
| 2022 | Mondiali indoor | Belgrado   | 400 m piani   | Semifinale | 51"87       |                                                                        |
| 2022 | Mondiali indoor | Belgrado   | 4×400 m       | Bronzo     | 3'28"59     | Miglior prestazione personale stagionale                               |
| 2022 | Mondiali        | Eugene     | 400 m piani   | Semifinale | 51"34       |                                                                        |
| 2022 | Mondiali        | Eugene     | 4×400 m mista | 4ª         | 3'12"31     |                                                                        |
| 2022 | Europei         | Monaco     | 400 m piani   | Argento    | 49"94       |                                                                        |
| 2022 | Europei         | Monaco     | 4×400 m       | Argento    | 3'21"68     | Miglior prestazione personale stagionale                               |
| 2023 | Giochi europei  | Chorzów    | 400 m piani   | Argento    | 50"34       | [ 9 ]                                                                  |
| 2023 | Giochi europei  | Chorzów    | 4x400 m mista | Argento    | 3'12"87     | [ 9 ]                                                                  |
| 2023 | Giochi europei  | Chorzów    | A squadre     | Argento    | 402,5 p.    | [ 9 ]                                                                  |
| 2023 | Mondiali        | Budapest   | 400 m piani   | Argento    | 49"57       |                                                                        |
| 2023 | Mondiali        | Budapest   | 4×400 m       | 6ª         | 3'24"93     |                                                                        |
| 2024 | World Relays    | Nassau     | 4x400 m       | Argento    | 3'24"71     |                                                                        |
| 2024 | World Relays    | Nassau     | 4x400 m mista | 6º         | dns         |                                                                        |
| 2024 | Europei         | Roma       | 400 m piani   | Oro        | 48"98       | Miglior prestazione personale · Miglior prestazione europea stagionale |
| 2024 | Europei         | Roma       | 4x400 m       | 6ª         | 3'23"91     |                                                                        |
| 2024 | Giochi olimpici | Parigi     | 400 m piani   | Bronzo     | 48"98       |                                                                        |
| 2025 | World Relays    | Guangzhou  | 4x400 m mista | 7ª         | 3'16"48     |                                                                        |

## Altre competizioni internazionali
2021
- Campionati europei a squadre di atletica leggera ( Chorzów)